# La Valla-sur-Rochefort
La Valla-sur-Rochefort – miejscowość i gmina we Francji, w regionie Owernia-Rodan-Alpy, w departamencie Loara.
Według danych na rok 1990 gminę zamieszkiwało 150 osób, a gęstość zaludnienia wynosiła 17 osób/km² (wśród 2880 gmin regionu Rodan-Alpy La Valla-sur-Rochefort plasuje się na 1472. miejscu pod względem liczby ludności, natomiast pod względem powierzchni na miejscu 1218.).